# 어론초등학교
어론초등학교는 대한민국 강원특별자치도 인제군 남면 어론리에 있는 초등학교다.

## 학교 연혁
- 1933년 3월 20일 관대공립보통학교 어론간이학교로 인가
- 1937년 4월 1일 어론공립보통학교로 승격
- 1941년 4월 1일 어론공립국민학교로 개칭
- 1946년 4월 1일 갑둔분교장 설립인가(갑둔리 769번지)
- 1954년 11월 30일 어론국민학교 교명 변경
- 1962년 6월 10일 화탄분교장 설립인가(어론리 453번지)
- 1996년 3월 1일 어론초등학교로 개칭
- 1997년 2월 17일 제51회 졸업식 거행(총 1,783명 졸업)
- 1997년 3월 1일 화탄분교장, 김부분교장, 갑둔분교장 폐지
- 1997년 3월 1일 부평초등학교 어론분교로 편입
- 2003년 3월 1일 어론초등학교로 승격
- 2013.09.01 제27대 김원식 교장 취임
- 2014.02.07 제68회 졸업식(11명, 총 1907명 졸업)